# التویر، گرانینگن
{{Infobox settlement
|name=Alteveer
|subdivision_type=کشور
|subdivision_name=هلند
|subdivision_type1=استان
|subdivision_name1=گرونینگن (استان)
|subdivision_type2=شهرستان
|subdivision_name2=Stadskanaal en Pekela
|area_km2=
|population=
|population_as_of=
|density=
|website=
|image_shield=
| مختصات = ۵۳°۳′۷″ شمالی ۶°۵۹′۳۵″ شرقی / ۵۳٫۰۵۱۹۴°شمالی ۶٫۹۹۳۰۶°شرقی
التویر، گرانینگن (به هلندی: Alteveer, Groningen) یک آبادی در هلند است که در Stadskanaal واقع شده‌است.